# الوكالة الوطنية للنفايات (الجزائر)
الوكالة الوطنية للنفايات هي مؤسسة عمومية جزائرية ذو طابع صناعي تجاري، أسست بموجب المرسوم التنفيذي رقم 02-175 مؤرخ في 20 مايو 2002، يتضمن إنشاء الوكالة الوطنية للنفايات وتنظيمها وعملها، وتخضع لسلطة المكلف بوزارة البئية والطاقات المتجددة.

## مهامها
مهام الوكالة:
- تقديم المساعدة للجماعات المحلية (البلديات والدوائر، الولايات) في مجال تسيير النفايات.
- جمع ومعالجة المعلومات الخاصة بالنفايات وتحيينها.
- إنجاز الدراسات والمشاريع والأبحاث الخاصة بمجال النفايات.[2]
- نشر وإعداد المعلومات العلمية والتقنية والمشاركة في برامج التحسيس حول النفايات.[3][4]